# Roland Orzabal
Roland Orzabal, de son nom complet Roland Jaime Orzabal de la Quintana, né le 22 août 1961 à Portsmouth dans le Hampshire, est un chanteur, compositeur, guitariste et producteur anglais membre du groupe Tears for Fears. 

## Biographie
Roland Orzabal naît le 22 août 1961 à Portsmouth dans le Hampshire. Ses origines sont basques espagnoles mais aussi françaises par son père. Il a été initialement appelé Raoul à la naissance durant deux semaines, mais ce prénom a ensuite été changé en Roland afin de l'« angliciser », sa famille vivant en Angleterre. Alors que Roland a trois ans, son père fait une dépression nerveuse, le laissant semi-grabataire pendant une grande partie de l'enfance de Roland. Son père décide par la suite de lancer une entreprise de divertissement avec sa mère, une danseuse. Roland décrit son enfance comme « non orthodoxe », lui ayant inspiré ses chansons. Roland grandit à Bath et va à l'école Culverhay. Il devient ensuite membre de la Zenith Youth Theatre Company.
Il participe avec Curt Smith au groupe The Graduate en 1979 et 1980 puis forme History of Headache, avant d'opter pour le nom de Tears for Fears et connaître le succès que l'on sait ; Orzabal demeurant le principal maître d'œuvre du groupe.
Au faîte de la popularité, en 1985, de Tears for Fears, Orzabal fait l'objet d'une attention médiatique considérable en raison de sa relation tendue avec son père et une bande dessinée humoristique est sortie dans le tabloïd britannique The Sun à ce sujet. La caricature a été rééditée plus tard au sein de la pochette du single de Tears for Fears, I Believe.
En 2001, il sort Tomcats Screaming Outside sous son propre nom, ce disque est salué par la critique mais est ignoré par le grand public. De plus, pour l'anecdote, sa date de sortie aux États-Unis tombe le 11 septembre 2001, moment tragique dans l'histoire du pays et du monde moderne.
En 2014, Roland publie un roman intitulé Sex, Drugs & Opera: There's Life After Rock 'n' Roll. Il y raconte l'histoire d'une star de la pop en semi-retraite, Salomon Capri, qui est approché par la télévision pour participer à l'émission de téléréalité, Popstar to Operastar, projet qu'il envisage comme une façon de relancer à la fois sa carrière et son mariage. Le sujet lui a été inspiré par sa propre vie, ITV lui ayant proposé de participer à cette émission, ce qu'il a refusé de faire.

## Vie personnelle
Orzabal a été marié à Caroline Johnston depuis 1982, ils ont eu deux enfants, Raoul et Pascal. En juillet 2017, Caroline décède de mort naturelle. Roland se remarie en  avril 2021 avec Emily Rath Orzabal. 
Outre la musique et la psychologie, R. Orzabal s'intéresse à la photographie, la politique, la sociologie et l'astrologie.

## The Graduate

### Albums studio
- 1980 : Acting My Age
- Ambitions - Album jamais publié, le groupe s'étant dissous, l'entièreté de cet album se retrouve sur la réédition de leur premier opus Acting My Age.
- 1991 : Graduate : Sortie en allemand uniquement avec de nombreuses chansons de l'album Acting My Age mais avec deux versions différentes de la chanson "Shut Up" et de la chanson "I See Through You" de l'album inachevé Ambitions

## Tears For Fears

### Albums studio
- 1983 : The Hurting (Fontana)
- 1985 : Songs from the Big Chair (Mercury)
- 1989 : The Seeds of Love (Fontana)
- 1993 : Elemental (Mercury)
- 1995 : Raoul and the Kings of Spain (Epic)
- 2004 : Everybody Loves a Happy Ending (New Door)
- 2022 : The Tipping Point (Concord Records)

## Solo

### Album studio
- 2001 : Tomcats Screaming Outside

## Production

### Oleta Adams
- 1990 : Circle of One - Produit par Roland Orzabal et David Bascombe. Roland joue la guitare et les claviers.

À noter que cet album fut réédité en 1991 sous un titre différent, Get Here et n'est disponible qu'au Japon uniquement.